# Lucie Roubíčková
Lucie Roubíčková (* 29. listopadu 1973) je česká zpěvačka, textařka a hudebnice. V současnosti působí jako frontwoman kapely Black Bull a zpívá v kapele Bastard. Lucie je známá nejen svým charakteristickým rockovým hlasem, ale také svou prací s několika českými hudebními legendami, včetně kapel Citron a Grog. Kromě hudební kariéry se věnuje výuce angličtiny a je ředitelkou jazykové školy Einstein English.

## Život a kariéra
Lucie Roubíčková pochází z Karviné. Od útlého dětství byla obklopena hudbou a vyrůstala na americkém hardrocku, mezi její hlavní vzory patřily kapely Bon Jovi, Def Leppard, Van Halen a Vixen. Svoji hudební kariéru začala v kapele Grog, kde zpívala vokály a hrála na klávesy. V roce 2000 natočila s Grogem maxisingl s pěti skladbami, což odstartovalo její aktivní kariéru v českém rockovém světě. Její hlas a přístup k hudbě brzy přilákaly pozornost větších kapel.

### Citron a spolupráce s dalšími umělci
V roce 2009 byla Lucie oslovena Radimem Pařízkem, aby hostovala jako vokalistka a klávesistka na turné kapely Citron „Síla návratů“ se Stanislavem Hranickým a Ladislavem Křížkem. Toto turné jí přineslo mnoho zkušeností, protože na pódiu vystupovala před tisícovkami fanoušků a v obrovských koncertních halách. S kapelou Citron otextovala také skladbu Zpověď pro album Bigbítový Pánbůh.

### Black Bull a současná tvorba
V roce 2009 Lucie založila s kytaristou Filipem Šimberou hardrockovou kapelu Black Bull, ve které působí jako zpěvačka a manažerka kapely. Kapela si brzy získala popularitu na české rockové scéně, a jejich píseň Newport Boulevard zaujala i legendu české rockové scény Věru Špinarovou, která Lucii na dálku podpořila.
S kapelou Black Bull vydala Lucie několik alb, včetně desky Rock All Night, na které spolupracovala s Henningem Wannerem (Circle II Circle, White Lion). Společně s Wannerem nazpívala úspěšný duet Rape Me Back, který získal ocenění Klip roku na TV Rebel a několik měsíců se držel na vrcholu různých hitparád.
V roce 2020 natočila Lucie s kapelou Bastard emotivní baladu Osudy, ve které se promítají její osobní životní zkušenosti a pohled na sílu lidské vůle a vnitřního hlasu.

### Americká zkušenost
Lucie žila několik let ve Spojených státech, což ji silně ovlivnilo. Spolu se svým tehdejším partnerem cestovala a pracovala v Kalifornii, kde postupně rozvíjela svůj podnikatelský záměr. Během svého pobytu v USA se potkala s řadou významných hudebních osobností, včetně Billyho Gibbonse ze ZZ Top a Jona Bon Joviho. Tato zkušenost formovala nejen její pohled na hudbu, ale také její dovednosti v angličtině.

## Diskografie

### Sólová tvorba a spolupráce
- Rock All Night (s Black Bull)
- Osudy (duet s Bastard)
- Rape Me Back (duet s Henningem Wannerem)

## Ocenění
Lucie Roubíčková získala v průběhu své kariéry několik uznání, včetně ocenění za videoklip roku na TV Rebel za píseň Rape Me Back. V roce 2017 byla její práce oceněna Věrou Špinarovou, která veřejně pochválila Lucii za její zpěv a přístup k hudbě.

## Osobní život
Lucie Roubíčková kromě své hudební kariéry vede jazykovou školu Einstein English, kde se specializuje na výuku angličtiny. Její přístup ke studiu jazyka je inspirován zkušenostmi z USA a je zaměřen na praktické používání jazyka bez stresu z chyb. Lucie je známá svou schopností motivovat studenty k překonání psychologických bariér při studiu cizích jazyků.